# ألدو بنسعدون
ألدو بن سعدون (بالفرنسية: Albert "Aldo" Bensadoun) من مواليد 1939 , اسمه الكامل ألبرت «ألدو» بن سعدون ، هو في الأصل رجل أعمال يهودي صهيوني مغربي-كندي، مستثمر ومحسن. وهو المؤسس والرئيس التنفيذي لمجموعة ALDO ، وهي شركة أحذية للبيع بالتجزئة مقرها في مونتريال، كيبيك، كندا. ويعد بنسعدون هو الراعي لفريق ALDO Racing ، الذي تنافس أربع مرات في رالي داكار.و يعد من مليارديرات كندا.

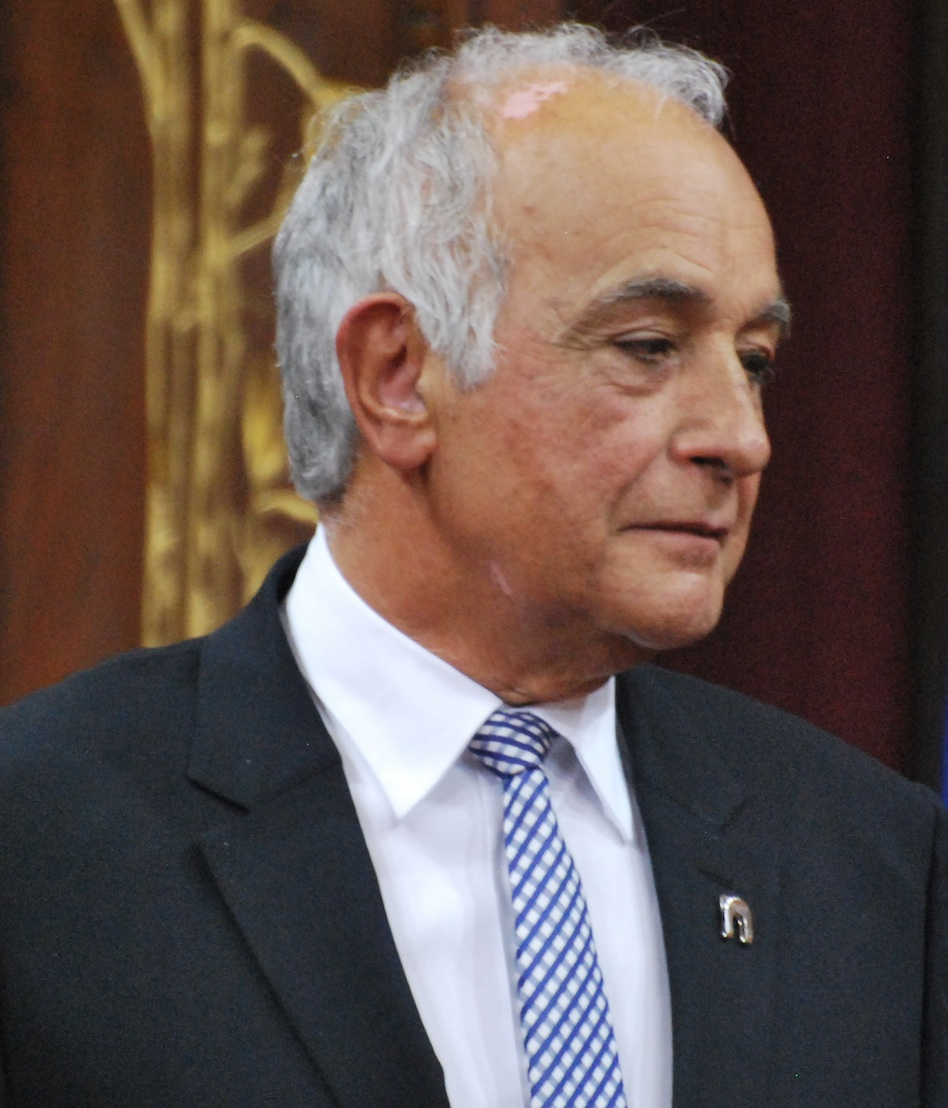
ألدو بنسعدون

1. ↑   http://www.ordre-national.gouv.qc.ca/membres/membre.asp?id=3012. {{استشهاد ويب}}: |url= بحاجة لعنوان (مساعدة) والوسيط |title= غير موجود أو فارغ (من ويكي بيانات) (مساعدة)